# Castroreale
Castroreale je italská obec v provincii Messina v oblasti Sicílie.
V roce 2012 zde žilo 2 505 obyvatel.

## Sousední obce
Antillo, Barcellona Pozzo di Gotto, Casalvecchio Siculo, Rodì Milici, Santa Lucia del Mela, Terme Vigliatore

## Vývoj počtu obyvatel
Zdroj: 